# Corinth (Mississippi)
Corinth é uma cidade localizada no estado americano de Mississippi, no Condado de Alcorn.

## Demografia
Segundo o censo americano de 2000, a sua população era de 14.054 habitantes.
Em 2006, foi estimada uma população de 14.290, um aumento de 236 (1.7%).

## Geografia
De acordo com o United States Census Bureau tem uma área de
79,2 km², dos quais 78,9 km² cobertos por terra e 0,3 km² cobertos por água. Corinth localiza-se a aproximadamente 146 m acima do nível do mar.

## Localidades na vizinhança
O diagrama seguinte representa as localidades num raio de 16 km ao redor de Corinth.